# Richard Field
Richard Field (Stratford-upon-Avon, 1561 – Londra, 1624) è stato un tipografo e editore inglese, noto soprattutto per la sua collaborazione con William Shakespeare.

## Biografia
Richard Field nacque a Stratford-upon-Avon, figlio di un conciatore. Dopo la morte del padre Henry nel 1592 John Shakespeare, il padre di William, si occupò della sua eredità. Nel 1579 Richard Field si trasferì a Londra per fare l'apprendistato presso i tipografo George Bishop e Thomas Vautrollier; dopo la morte di Vautrollier, Field si occupò dell'impresa insieme alla vedova del precedente proprietario, Jacqueline, dedicandosi soprattutto alla stampa di propaganda protestante. Nel suo laboratorio a Blackfriars Field stampò libri per i maggiori editori della Londra elisabettiana, tra cui Edward Blount e William Ponsonby. 
Field stampò anche diversi pamphlet di argomento religioso in lingua spagnola destinati alla circolazione in Spagna, con il fine di convertire i cattolici all'anglicanesimo. Field è noto soprattutto per aver stampato le prime edizioni di tre opere del suo concittadino William Shakespeare: Venere e Adone (di cui realizzò due edizioni in quarto nel 1593 e 1594 e due in octavo nel 1595 e nel 1596), Lo stupro di Lucrezia (1594) e La fenice e la tortora (1601). Nel 1593 registrò Venere e Adone allo Stationers' Register, mentre l'anno successivo girò i diritti dell'opera al librario John Harrison, che pubblicò future edizioni sia di Venere e Adone che dello Stupro di Lucrezia. Pur non avendo più lavorato con Shakespeare dopo il 1601, il drammaturgo menziona Field nel quarto atto di Cimbelino, dove un personaggio ha il nome di Richard du Champ ("Champ" è il francese per "Field", "campo"). Lo stesso Field aveva adottato una strategia simile nelle sue pubblicazioni in spagnolo, in cui aveva tradotto il proprio cognome come "del Campo". Insieme a Vautrollier, Field diede anche alle stampe la traduzione delle opere di Plutarco realizzata da Thomas North, l'Orlando furioso tradotto da John Harrigton e alcune opere di Ovidio.
Nel 1589 sposò Jacqueline Vautrollier. Nel 1612 trasferì il suo negozio a Wood Street e dopo la sua morte nel 1624 la sua attività passò ai suoi soci Richard Badger e George Miller.